# 1. deild karla 1985
Mùa giải 1985 của 1. deild karla là mùa giải thứ 31 của bóng đá hạng hai ở Iceland.

## Bảng xếp hạng
| Vị thứ | Đội          | Số trận | Thắng | Hòa | Thua | Bàn thắng | Bàn thua | Hiệu số | Điểm | Ghi chú                     |
| ------ | ------------ | ------- | ----- | --- | ---- | --------- | -------- | ------- | ---- | --------------------------- |
| 1      | ÍBV          | 18      | 11    | 6   | 1    | 45        | 13       | +32     | 39   | Thăng hạng Úrvalsdeild 1986 |
| 2      | Breiðablik   | 18      | 11    | 4   | 3    | 31        | 15       | +16     | 37   | Thăng hạng Úrvalsdeild 1986 |
| 3      | KA           | 18      | 11    | 3   | 4    | 36        | 17       | +19     | 36   |                             |
| 4      | KS           | 18      | 7     | 4   | 7    | 25        | 25       | 0       | 25   |                             |
| 5      | Skallagrímur | 18      | 7     | 4   | 7    | 27        | 39       | -12     | 25   |                             |
| 6      | Völsungur    | 18      | 7     | 3   | 8    | 28        | 25       | +3      | 24   |                             |
| 7      | Njarðvík     | 18      | 5     | 4   | 9    | 14        | 29       | -15     | 19   |                             |
| 8      | ÍBÍ          | 18      | 3     | 8   | 7    | 16        | 27       | -11     | 17   |                             |
| 9      | Fylkir       | 18      | 4     | 3   | 11   | 19        | 25       | -6      | 15   | Xuống hạng 2. deild 1986    |
| 10     | Leiftur      | 18      | 3     | 3   | 12   | 18        | 44       | -26     | 12   | Xuống hạng 2. deild 1986    |

## Danh sách ghi bàn
| Cầu thủ            | Số bàn thắng | Đội bóng   |
| ------------------ | ------------ | ---------- |
| Tryggvi Gunnarsson | 16           | KA         |
| Tómas Pálsson      | 14           | ÍBV        |
| Jón Þórir Jónsson  | 11           | Breiðablik |
| Hlynur Stefánsson  | 9            | ÍBV        |
| Ómar Jóhannsson    | 9            | ÍBV        |